# فهرست سفیران ایران در سوئیس
 فهرست سفیران ایران در سوئیس و لیختن‌اشتاین
سفارت ایران در برن در دی ۱۲۹۸ توسط آقای امیرسهام‌الدین غفاری ذکاءالدوله تأسیس شد و وی تا اسفند ۱۳۰۳ وزیر مختار بود.

## قاجار
- تقی احتساب‌الملک (مقدم)
- امیرسهام‌الدین غفاری ملقب به ذکاءالدوله از دی ۱۲۹۸ تا اسفند ۱۳۰۳
- مصطفی‌قلی کمال هدایت ملقب به فهیم‌الدوله (کاردار) از اسفند ۱۳۰۳ تا آبان ۱۳۰۴

## پهلوی
- مصطفی‌قلی کمال هدایت ملقب به فهیم‌الدوله (کاردار) از آبان ۱۳۰۴ تا آذر ۱۳۰۶
- انوشیروان سپهبدی از فروردین ۱۳۰۸ تا تیر ۱۳۱۲
- ابوالحسن فروغی از تیر ۱۳۱۲ تا بهمن ۱۳۱۳
- مصطفی عدل از بهمن ۱۳۱۳ تا اردیبهشت ۱۳۱۷
- عبدالله انتظام (کاردار) از اردیبهشت ۱۳۱۷ تا آذر ۱۳۱۹
- حسین قدیمی نوائی (کاردار) از فروردین ۱۳۲۰ تا اسفتد ۱۳۲۴
- ابوالقاسم پوروالی (وزیر مختار) از اسفند ۱۳۲۴ تا اردیبهشت ۱۳۲۷
- ابوالقاسم فروهر از تیر ۱۳۲۷ تا خرداد ۱۳۳۰
- عبدالحسین میکده از خرداد ۱۳۳۰ تا مهر ۱۳۳۲
- ابوالقاسم فروهر از مهر ۱۳۳۲ تا ۲۰ فروردین ۱۳۳۵ وزیر مختار و از آن تاریخ که سفارت به درجهٔ کبریٰ ارتقا یافت تا مهر ۱۳۳۶ سفیر بود.
- هرمز قریب از مهر ۱۳۳۶ تا مهر ۱۳۴۱
- محمود فروغی از آذر ۱۳۴۱ تا اسفند ۱۳۴۱
- جمشید قریب از فروردین ۱۳۴۲ تا شهریور ۱۳۴۴
- مجید رهنما از شهریور ۱۳۴۴ تا آبان ۱۳۴۶
- حسینعلی لقمان ادهم از بهمن ۱۳۴۶ تا آذر ۱۳۴۹
- محمود اسفندیاری از آذر ۱۳۴۹ تا فروردین ۱۳۵۴
- سید مرتضی میرعلی مرتضایی از فروردین ۱۳۵۴ تا دی ۱۳۵۷
- اسدالله فهیمی از دی ۱۳۵۷ تا اول انقلاب اسلامی

## جمهوری اسلامی
- محمود لواسانی (کاردار موقت) ۱۳۵۷ تا ۱۳۶۰
- علی نعمت‌اللهی از مهر ۱۳۶۰ تا دی ۱۳۶۵
- محمدحسین ملائک از سال ۱۳۶۵ تا سال ۱۳۶۹
- محمدرضا البرزی از سال ۱۳۶۹ تا سال ۱۳۷۶ سفیر
- کیا طباطبایی از سال ۱۳۷۶ تا سال ۱۳۸۰ سفیر
- مجید روانچی از سال ۱۳۸۰ تا سال  ۱۳۸۴ سفیر
- کیوان ایمانی از سال ۱۳۸۴ تا سال ۱۳۸۸ سفیر
- علیرضا سالاری  از اسفند ۱۳۸۸ تا ۱۳۹۳ سفیر
- علی خوشرو از خرداد ۱۳۹۳ تا بهمن ۱۳۹۳ سفیر
- مهدی عابدی ۱۳۹۳ تا ۱۳۹۵ مسول موقت
- علیرضا سبزعلی ۱۳۹۵ تا ۱۳۹۷ مسول موقت
- محمدرضا جباری ۱۳۹۷ تا ۱۴۰۰ سفیر
- منصوره شریفی صدر ۱۴۰۰ تا ۱۴۰۱ مسول  موقت
- محمود حسنعلیزاده ۱۴۰۱-۱۴۰۱ ممسول موقت
- محمود بریمانی فروردین ۱۴۰۲ تا سفیر [۱]